# Канадська асоціація наукових бібліотек
Канадська асоціація наукових бібліотек (CARL) була заснована в 1976 році і об'єднує тридцять одну наукову бібліотеку. Двадцять дев'ять членів — це університетські бібліотеки, а також Бібліотека та архів Канади (LAC) і Національна науково-практична бібліотека Канади (NSL).

## Місія та цілі
«CARL керує науково-дослідницькими бібліотеками Канади та зміцнює потенціал для просування досліджень і вищої освіти. Він сприяє створенню, розповсюдженню та збереженню знань, а також державній політиці, яка забезпечує широкий доступ до наукової інформації».
Стратегічні напрями на травень 2019 — травень 2022:
- Попередня відкрита стипендія
- Забезпечте тривалий доступ
- Зміцнення потенціалу
- Продемонструвати вплив
- Вплив на політику[14].

## Члени CARL
Членами CARL є 29 університетських бібліотек і 2 федеральні бібліотеки.
Університетські бібліотеки, що є членами асоціації:
- Університет Брока
- Карлтонський університет
- Бібліотека університету Конкордія
- Університет Далхаузі
- Бібліотека університету Макгілла
- Університет Макмастер
- Меморіальний університет Ньюфаундленда
- Університет Квінз
- Університет Саймона Фрейзера
- Метрополійний університет Торонто
- Бібліотека університету Альберти
- Бібліотека університету Британської Колумбії
- Університет Калгарі
- Університет Ґвельфа
- Університет Манітоби
- Університет Нью-Брансвіка
- Університет Оттави
- Реджайнський університет
- Університет Саскачевану
- Університет Торонто
- Університет Вікторії
- Університет Ватерлоо
- Університет Західного Онтаріо
- Університет Віндзора
- Монреальський університет
- Шербрукський університет
- Квебецький університет у Монреалі
- Університет Лаваля
- Бібліотеки Йоркського університету

Федеральні бібліотеки:
- Національна дослідницька рада Канади національної наукової бібліотеки
- Бібліотека та архіви Канади

## Партнерство та співпраця
CARL співпрацює з низкою інших організацій, зокрема:
- Канадська федерація бібліотечних асоціацій (CFLA-FCAB)
- Асоціація наукових бібліотек (США)
- Міжнародна федерація бібліотечних асоціацій та установ (IFLA)